# Aramaico giudaico babilonese

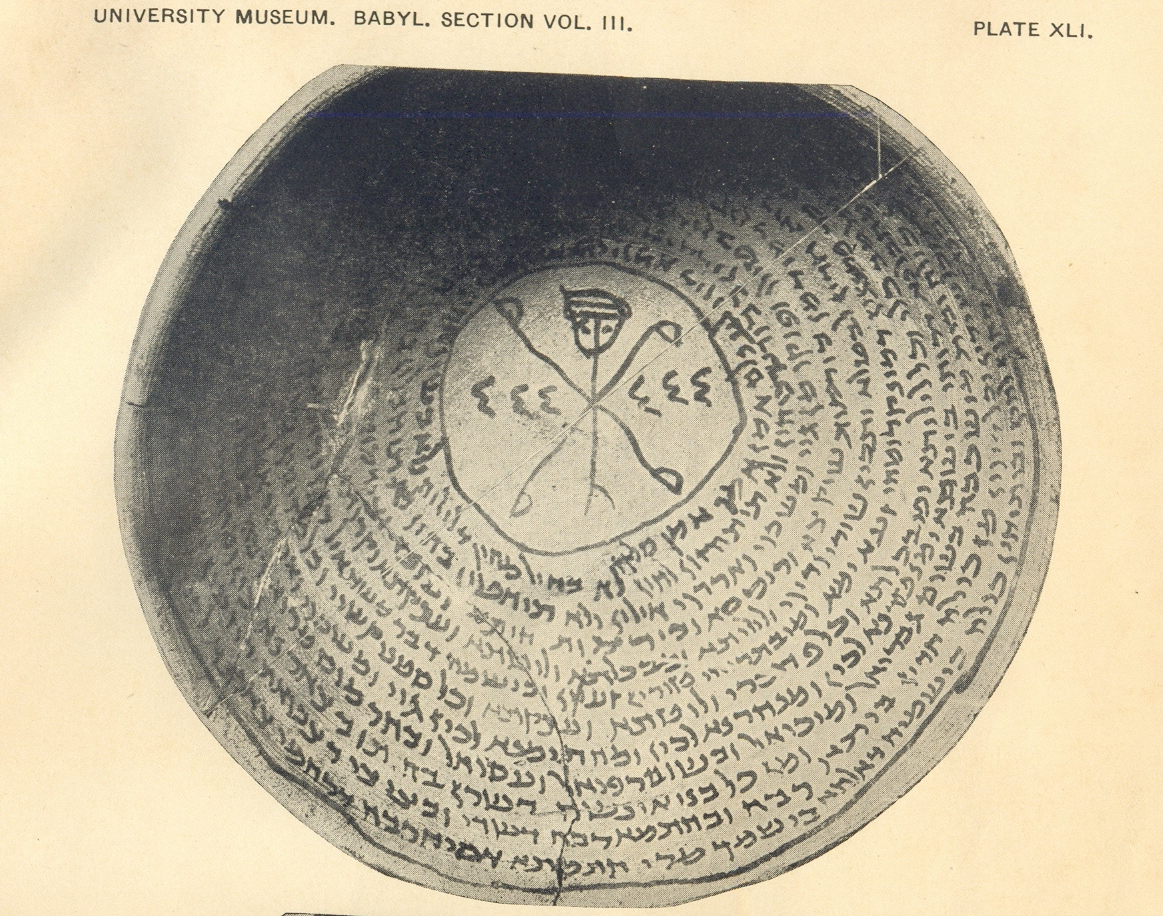
Scodella con incantesimi in aramaico giudaico babilonese

L'aramaico giudaico babilonese è una lingua morta appartenente al gruppo delle lingue semitiche parlata in Mesopotamia. È il dialetto con cui fu redatto il Talmud babilonese, che fu completato nel VII secolo.

## Classificazione
- Lingue afro-asiatiche
  - Lingue semitiche
    - Lingue semitiche orientali
      - Lingua aramaica
        - Aramaico giudaico babilonese

## Grammatica

### Le sei coniugazioni del verbo giudeo-aramaico babilonese (binyanim)
la qualità dell'azione viene espresso attraverso sei particolari forme verbali (binyanim) in aramaico giudaico babilonese: La forma attiva pe'al, la forma passiva itpe'el, la forma causativa af'el, la forma causativa-passiva ittafal, la forma intensiva pa'el e la forma intensiva-passiva  Itpa'al .
| aramaico giudaico babilonese | coniugazione e nome                | ebraico biblico | coniugazione e nome                | esempio aramaico | traduzione italiana |
| פְּעַל                          | Pe'al – forma attiva               | קַל              | Cal/Pa'al – forma attiva           | כְּתַב              | ha scritto          |
| אִתְפְּעֵל                        | Itpe'el – forma riflessivo-passiva | נִפְעַל            | nifal – forma riflessivo-passiva   | אִתְכְּתֵיב           | è stato scritto     |
| אַפְעֵל                         | Af'el – forma causativa            | הִפְעִיל           | hifil – forma causativa            | אַפְקֵד             | ha depositato       |
| אִתַפְעַל                        | Itaff'al – forma causativa-passiva | הָפְעַל            | hofal – forma causativa-passiva    | אִתַפְקַד            | è stato depositato  |
| פַּעֵל                          | Pa'el – forma intensiva            | פִּעֵל             | pi'el – forma intensiva            | קַדֵיש             | ha santificato      |
| אִתְפַּעַל                        | Itpa'al – forma intensiva-passiva  | נִתְפַּעַל           | Nitpa'al – forma intensiva-passiva | וְיִתְקַדַּשׁ שְׁמֵהּ רַבָּא   | è stato santificato |

#### Forma verbale  (binyan)pe'al(פְּעַל) - Semplice attivo
passato
| il verbo attivo aramaico (La coniugazione del verbo scrivere) | il verbo attivo ebraico parallelo | la romanizzazione del giudeo-aramaico babilonese | la romanizzazione dell'ebraico | traduzione italiana |
| אֲנָא כְּתַבִית                                                     | אֲנִי כָּתַבְתִּי                         | ana q'tavit                                      | ani qatavti                    | io ho scritto       |
| אַתְּ כְּתַבְתְּ                                                       | אַתָּה כָּתַבְתָּה                         | at q'tavt                                        | ata qatavta                    | tu (m.) hai scritto |
| אַתְּ כְּתַבְתְּ                                                       | אַתְּ כָּתַבְתְּ                           | at q'tavt                                        | at qatavt                      | tu (f.) hai scritto |
| הוּא כְּתַב                                                       | הוּא כָּתַב                           | u q'tav                                          | u qatav                        | lui ha scritto      |
| הִיא כְּתַבָה                                                      | הִיא כָּתְּבָה                          | i q'tava                                         | i qatva                        | lei ha scritto      |
| אֲנָן כְּתַבִינָן                                                    | אָנוּ כָּתַבְנוּ                         | anan q'tavinan                                   | anu qatavnu                    | noi abbiamo scritto |
| אַתּוּ כְּתַבִיתּוּ                                                    | אַתֶּם כְּתַבְתֶּם                         | atu q'tavitu                                     | atem qotvim                    | voi avete scritto   |
| אינון כְּתַבוּ                                                    | הם כָּתְּבוּ                           | innun q'tavu                                     | em qatvu                       | essi hanno scritto  |

| il verbo attivo aramaico (La coniugazione del verbo venire) | il verbo attivo ebraico parallelo | la romanizzazione del giudeo-aramaico babilonese | la romanizzazione dell'ebraico | traduzione italiana |
| אֲנָא אֲתֵיתִי אֲנָא אֲתַאי                                          | אֲנִי בָּאתִי                          | ana ateti/ana atai                               | ani bati                       | io sono venuto      |
| אַתְּ אֲתֵית                                                     | אַתָּה בָּאתָ                           | at atet                                          | ata bata                       | tu sei venuto       |
| אַתְּ ?                                                        | אַתְּ בָּאת                            | at ?                                             | at bat                         | tu sei venuta       |
| הוּא אֲתָא                                                     | הוּא בָּא                            | u ata                                            | hu ba                          | egli è venuto       |
| הִיא אֲתָת הִיא אֲתַאי הִיא אתיא                                   | הִיא בָּאָה                           | i atat/atai/atjia                                | hi ba'a                        | lei è venuta        |
| אֲנָן אֲתַאן אֲנָן אֲתַן אֲנָן אֲתֵינַן                                  | אָנוּ בָּאנוּ                          | anan atan/atenan                                 | anu banu                       | noi siamo venuti    |
| אַתּוּ אֲתֵיתוּ                                                   | אַתֶּם בָּאתֶם                          | atu atetu                                        | atem batem                     | voi siete venuti    |
| אינון אֲתוּ                                                   | הם בָּאוּ                            | innun atu                                        | em ba'u                        | essi sono venuti    |
| אינין אֲתַיָין אינין אֲתַאָן יאינין אתן                           | הן בָּאוּ                            | innin attajan                                    | en ba'u                        | loro sono venute    |

Participio
Il verbo aramaico ha due participi: un participio attivo con il suffisso e un participio passivo con il suffisso.
il participio attivo con il suffisso
| il participio attivo aramaico con il suffisso | il participio passivo ebraico parallelo | la romanizzazione del giudeo-aramaico babilonese | la romanizzazione dell'ebraico | traduzione italiana |
| כָּתֵיב + אֲנָא ← כָּתֵיבְנָא                           | אֲנִי כּוֹתֵב                                | qatevna←qatev+ana                                | ani qotev                      | io scrivo           |
| כָּתֵיב + אַתְּ ← כָּתְבַתְּ                              | אַתָּה כּוֹתֵב                                | qatvat← qatev+ata                                | ata qotev                      | tu scrivi           |
| כָּתְבִי + אֲנָן ← כָּתְבִינָן                           | אָנוּ כּוֹתְבִים                              | qatvinan←qatvi+anan                              | anu qotvim                     | noi scriviamo       |
| כָּתְבִי + אַתּוּ ← כָּתְבִיתּוּ                           | אַתֶּם כּוֹתְבִים                              | qatvitu← qatvi+atu                               | atem qotvim                    | voi scrivete        |

il participio passivo con il suffisso
| il participio attivo aramaico con il suffisso | il participio passivo ebraico parallelo | la romanizzazione del giudeo-aramaico babilonese | la romanizzazione dell'ebraico | traduzione italiana |
| עֲסִיק + אֲנָא ← עֲסִיקְנָא                           | אֲנִי עָסוּק                                | assiqna←assiq+ana                                | ani assuq                      | io sono occupato    |
| עֲסִיק + אַתְּ ← עֲסִיקַתְּ                             | אַתָּה עָסוּק                                | assiqat← assiq+ata                               | ata assuq                      | tu sei occupato     |
| עֲסִיקִי + אֲנַן ← עֲסִיקִינַן                         | אָנוּ עֲסוּקִים                              | assiqinan←assiqi+anan                            | anu assuqim                    | noi siamo occupati  |
| עֲסִיקִי + אַתּוּ ← עֲסִיקִיתּוּ                         | אַתֶּם עֲסוּקִים                              | assiqitu← assiqi+atu                             | atem assuqim                   | voi siete occupati  |

infinito/gerundio
| infinito/gerundio (La coniugazione del verbo venire) | infinito/gerundio ebraico parallelo | la romanizzazione del giudeo-aramaico babilonese | la romanizzazione dell'ebraico | traduzione italiana |
| (לְ)מֵיתֵי / לְמֵיתָא                                      | (לָ)בוֹא                              | Lemeta/meteji                                    | la'vo                          | venire              |

futuro
| il verbo attivo aramaico (La coniugazione del verbo scrivere) | il verbo attivo ebraico parallelo | la romanizzazione del giudeo-aramaico babilonese | la romanizzazione dell'ebraico | traduzione italiana |
| אֲנָא אֶיכְתּוֹב                                                    | אֲנִי אֶכְתּוֹב                         | ana aehtov                                       | ani aehtov                     | io scriverò         |
| אַתְּ תִּיכְתּוֹב                                                     | אַתָּה תִּכְתּוֹב                         | at tihtov                                        | ata tihtov                     | tu (m.) scriverai   |
| אַתְּ תִּיכְתְּבִין                                                    | אַתְּ תִּיכְתְּבִי                         | at tihtevin                                      | at tihtevi                     | tu (f.) scriverai   |
| הוּא לִיכְתּוֹב                                                    | הוּא יִכְתּוֹב                         | u lihtov                                         | u jihtov                       | lui scriverà        |
| הִיא תִּיכְתּוֹב                                                    | הִיא תִּכְתּוֹב                         | i tihtov                                         | i tihtov                       | lei scriverà        |
| אֲנָן לִיכְתּוֹב                                                    | אָנוּ נִכְתּוֹב                         | anan lihtov                                      | anu nihtov                     | noi scriveremo      |
| אַתּוּ תִּיכְתְּבוּן                                                   | אַתֶּם תִּיכְתְּבוּ                        | atu tihtevu                                      | atem tihtevun                  | voi scriverete      |
| אינון לִיכְתְּבוּן                                                 | הם יכְתְּבוּ                          | innun laphqedu                                   | em japhqidu                    | loro scriveranno    |

#### Forma verbale  (binyan)itpe'el(אִתְפְּעֵל) -  passivo
passato
| il verbo passivo aramaico (La coniugazione del verbo scrivere) | il verbo passivo ebraico parallelo | la romanizzazione del giudeo-aramaico babilonese | la romanizzazione dell'ebraico | traduzione italiana     |
| אֲנָא אִי(תְ)כְּתֵיבִית                                                | אֲנִי נִכְתַבְתִּי                         | ana itq'tevit                                    | ani nihtavti                   | io sono stato scritto   |
| אַתְּ אִי(תְ)כְּתַבְתְּ                                                   | אַתָּה נִכְתַבְתָּה                         | at itq'tavt                                      | ata nihtavta                   | tu sei stato scritto    |
| אַתְּ אִי(תְ)כְּתַבְתְּ                                                   | אַתְּ נִכְתַבְתְּ                           | at itq'tavt                                      | at nihtavt                     | tu sei stata scritta    |
| הוּא אִי(תְ)כְּתֵיב                                                  | הוּא נִכְתַבְ                           | u itq'tev                                        | u nihtav                       | egli è stato scritto    |
| הִיא אִי(תְ)כַּתְבָה                                                  | הִיא נִכְתְּבָה                          | i itqatva                                        | i nihteva                      | ella è stata scritta    |
| אֲנָן אִי(תְ)כַּתְבִינָן                                                | אָנוּ נִכְתַבְנוּ                         | anan itqatvinan                                  | anu nihtavnu                   | noi siamo stati scritti |
| אַתּוּ אִי(תְ)כַּתְבִיתּוּ                                                | אַתֶּם נִכְתַבְתֶּם                         | atu itqatvitu                                    | atem nihtavtem                 | voi siete stati scritti |
| אינון אִי(תְ)כַּתְבוּ                                                | הם נִכְתְּבוּ                           | innun itqatvu                                    | em nihtevu                     | essi sono stati scritti |

futuro
| il verbo passivo aramaico (La coniugazione del verbo scrivere) | il verbo passivo ebraico parallelo | la romanizzazione del giudeo-aramaico babilonese | la romanizzazione dell'ebraico | traduzione italiana        |
| אֲנָא אֶ(תְ)כְּתֵיב                                                   | אֲנִי אֶכָּתֵיב                          | ana aeqqtev                                      | ani aeqqatev                   | io sarò stata scritta      |
| אַתְּ תִ(תְ)כְּתֵיב                                                    | אַתָּה תִכָּתֵיב                          | at tiqqtev                                       | ata tiqqatev                   | tu sarai stato scritto     |
| אַתְּ תִ(תְ)כְּתֵיבִין                                                  | אַתְּ תִכָּתֵיבִי                          | at tiqqatevin                                    | at tiqqatevi                   | tu sarai stata scritta     |
| הוּא לִ(תְ)כְּתֵיב                                                   | הוּא יִכָּתֵיב                          | u liqqtev                                        | u iqqatev                      | egli sarà stato scritto    |
| הִיא תִ(תְ)כְּתֵיב                                                   | הִיא תִכָּתֵיב                          | i tiqqtev                                        | i tiqqatev                     | ella sarà stata scritta    |
| אֲנָן לִ(תְ)כְּתֵיב                                                   | אָנוּ נִכָּתֵיב                          | anan liqqtev                                     | anu niqqatev                   | noi saremo state scritti   |
| אַתּוּ תִ(תְ)כַּתְבוּ                                                   | אַתֶּם תִכָּתְבוּ                          | atu tiqqat'vu                                    | atem tiqqatvu                  | voi sarete stati scritti   |
| אינון לִ(תְ)קַכְּתֵיבוּן                                              | הם יִכָּתבוּ                           | innun liqqtevun                                  | em iqqatvu                     | essi saranno stati scritti |
| אינין לִ(תְ)כַּתְבָן                                                 | הן תִכָּתֵבְנָה                          | innin liqqt'van                                  | en tiqqatevna                  | esse saranno state scritte |

#### Forma verbale  (binyan)Pa'el(פַּעֵל) - Intensivo attivo
la forma verbale  (binyan)   Pa'el  (פַּעֵל) è la forma attiva-intensiva del verbo giudeo-aramaico babilonese. L'aspetto intensivo si sovrappone al valore dell'azione intensiva.
passato
| il verbo attivo-intensivo aramaico (La coniugazione del verbo santificare) | il verbo attivo-intensivo ebraico parallelo | la romanizzazione del giudeo-aramaico babilonese | la romanizzazione dell'ebraico | traduzione italiana     |
| אֲנָא קַדֵּישִית                                                                 | אֲנִי קִדַּשְתִּי                                   | ana qadeshit                                     | ani qiddashti                  | io ho santificato       |
| אַתְּ קַדֵּישְתְּ                                                                   | אַתָּה קִדַּשְתָּ                                    | at qadesht                                       | ata qiddashta                  | tu hai santificato      |
| אַתְּ קַדֵּישְתְּ                                                                   | אַתְּ קִדַּשְתְּ                                     | at qadesht                                       | at qiddasht                    | tu hai santificato      |
| הוּא קַדֵּיש                                                                   | הוּא קִדֵּש                                     | u qaddesh                                        | u qiddesh                      | lui ha santificato      |
| הִיא קַדִּישָה                                                                  | הִיא קִדְּשָה                                    | i qaddisha                                       | i qiddsha                      | lei ha santificato      |
| אֲנָן קַדֵּישְנָן                                                                 | אָנוּ קִדַּשְנוּ                                   | anan qaddeshnan                                  | anu qiddashnu                  | noi abbiamo santificato |
| אַתּוּ קַדֵּישְתּוּ                                                                 | אַתֶּם קִדַּשְתֶּם                                   | atu qaddeshtu                                    | atem qiddashtem                | voi avete santificato   |
| אינון קַדִּישוּ                                                                | הם קִדְּשוּ                                     | innun qaddishu                                   | em qiddshu                     | loro hanno santificato  |

futuro
| il verbo attivo-intensivo aramaico (La coniugazione del verbo santificare) | il verbo attivo-intensivo ebraico parallelo | la romanizzazione del giudeo-aramaico babilonese | la romanizzazione dell'ebraico | traduzione italiana  |
| אֲנָא אֲקַדֵּיש                                                                  | אֲנִי אֲקַדֵּש                                    | ana aqadesh                                      | ani aqadesh                    | io santificherò      |
| אַתְּ תְקַדֵּיש                                                                   | אַתָּה תְקַדֵּש                                    | at teqadesh                                      | ata teqadesh                   | tu santificherai     |
| אַתְּ תְקַדְּשִי                                                                   | אַתְּ תְקַדְּשִי                                    | at teqadeshi                                     | at teqadeshi                   | tu santificherai     |
| הוּא יְקַדֵּיש                                                                  | הוּא יְקַדֵּש                                    | u jeqadesh                                       | u jeqadesh                     | il santificherà      |
| הִיא תְקַדֵּיש                                                                  | הִיא תְקַדֵּש                                    | i teqadesh                                       | i teqadesh                     | lei santificherà     |
| אֲנָן לְקַדֵּיש                                                                  | אָנוּ נְקַדֵּש                                    | anan leqadesh                                    | anu neqadesh                   | noi santificheremo   |
| אַתּוּ תְקַדְּשוּ                                                                  | אַתֶּם תְקַדְּשוּ                                   | atu teqadshu                                     | atem teqadshu                  | voi santificherete   |
| אינון לְקַדְּשוּ                                                                | הם יְקַדְּשוּ                                    | innun leqadshu                                   | em jeqadeshu                   | essi santificheranno |
| אינין לְקַדְּשָן                                                                | הן תְקַדֵּשְנָה                                   | innin leqadshan                                  | en teqadeshna                  | esse santificheranno |

#### Forma verbale  (binyan)Itpa'al(אִתְפַּעַל) - Intensivo passivo
la forma verbale  (binyan)  Itpa'al  (אִתְפַּעַל) è la forma passiva-intensiva del verbo giudeo-aramaico babilonese. L'aspetto intensivo si sovrappone al valore dell'azione intensiva.
| il verbo passivo-intensivo aramaico (La coniugazione del verbo santificare) | il verbo passivo-intensivo ebraico parallelo | la romanizzazione del giudeo-aramaico babilonese | la romanizzazione dell'ebraico | traduzione italiana         |
| אֲנָא יִ(תְ)קַדַּשִׁית                                                               | אֲנִי נִתְקַדַּשְׁתִּי                                  | ana jiqqadashit                                  | ani nitqadashti                | io sono stato santificato   |
| אַתְּ יִ(תְ)קַדַּשְׁתְּ                                                                 | אַתָּה נִתְקַדַּשָׁה                                   | at jiqqadasht                                    | ata nitqqadasha                | tu sei stato santificato    |
| אַתְּ יִ(תְ)קַדַּשְׁתְּ                                                                 | אַתְּ נִתְקַדַּשְׁתְּ                                    | at jiqqadasht                                    | at nitqadasht                  | tu sei stata santificata    |
| הוּא יִ(תְ)קַדַּשׁ                                                                 | הוּא נִתְקַדַּשׁ                                    | u jiqqadash                                      | u nitqadash                    | lui è stato santificato     |
| הִיא יִ(תְ)קַדַּשָׁה                                                                | הִיא נִתְקַדַּשָׁה                                   | i jiqqadasha                                     | i nitqadasha                   | lei è stata santificata     |
| אֲנָן יִ(תְ)קַדַּשִׁינָן                                                              | אָנוּ נִתְקַדַּשׁנוּ                                  | anu jiqqadashinan                                | anu nitqadashnu                | noi siamo stati santificati |
| אַתּוּ יִ(תְ)קַדַּשִׁיתּוּ                                                              | אַתֶּם נִתְקַדַּשְׁתֶּם                                  | atu jiqqadashitu                                 | atem nitqadashtem              | voi siete stati santificati |
| אִינון יִ(תְ)קַדַּשׁוּ                                                              | הם נִתְקַדַּשׁוּ                                    | innun jiqqadashitu                               | em nitqadashu                  | loro sono stati santificati |

| il verbo passivo-intensivo aramaico (Coniugazione del verbo santificare) | il verbo passivo-intensivo ebraico parallelo | la romanizzazione del giudeo-aramaico babilonese | la romanizzazione dell'ebraico | traduzione italiana      |
| אֲנָא אֶ(תְ)קַדֵּשׁ                                                              | אֲנִי אֶתְקַדַּשׁ                                    | ana aeqqadash                                    | ani aetqadesh                  | io sarò santificato      |
| אַתְּ תִ(תְ)קַדַּשׁ                                                               | אַתָּה תִתְקַדֵּשׁ                                    | at tiqqadash                                     | ata titqadesh                  | tu sarai santificato     |
| אַתְּ תִ(תְ)קַדְּשִׁין                                                             | אַתְּ תִתְקַדְּשִׁי                                    | at tiqqadshin                                    | at titqadshi                   | tu sarai santificata     |
| הוּא לִ(תְ)קַדַּשׁ                                                              | הוּא יִתְקַדֵּשׁ                                    | u liqqadash                                      | u itqadesh                     | lui sarà santificato     |
| הִיא תִ(תְ)קַדַּשׁ                                                              | הִיא תִתְקַדֵּשׁ                                    | i tiqqadash                                      | i titqadesh                    | lei sarà santificata     |
| אֲנָן לִ(תְ)קַדַּשׁ                                                              | אָנוּ נִתְקַדֵּשׁ                                    | anan liqqadash                                   | anu nitqadesh                  | noi saremo santificati   |
| אַתּוּ תִ(תְ)קַדְּשׁוּ                                                             | אַתֶּם תִתְקַדְּשׁוּ                                   | atu tiqqadshu                                    | atem titqadshu                 | voi sarete santificati   |
| אינון לִ(תְ)קַדְּשוּן                                                          | הם יִתְקַדְּשׁוּ                                    | innun liqqadshun                                 | em itqadshu                    | essi saranno santificati |
| אינין לִ(תְ)קַדְּשָׁן                                                           | הן תִתְקַדֵּשְׁנָה                                   | innin liqqadshan                                 | en titqadeshna                 | esse saranno santificate |

#### Forma verbale  (binyan)Af'el(אַפְעֵל) - Causativo attivo
la forma verbale  (binyan) aphel (אַפְעֵל) utilizza la diatesi causativa. La causativa è una struttura comune nel giudeo-aramaico babilonese. Viene utilizzata quando qualcuno induce qualcun altro a compiere un'azione. Ci sono due strutture causative di base: una è attiva, l'altra passiva. La forma verbale  (binyan) aphel (אַפְעֵל)  è causativa e attiva.
passato
| il verbo causativo-attivo aramaico (La coniugazione del verbo DEPOSITARE) | il verbo causativo-attivo ebraico parallelo | la romanizzazione del giudeo-aramaico babilonese | la romanizzazione dell'ebraico | traduzione italiana    |
| אֲנָא אַפְקֵידִית                                                               | אֲנִי הִפְקַדְתִּי                                  | ana aphqedit                                     | ani iphqadeti                  | io ho depositato       |
| אַתְּ אַפְקֵידְתְּ                                                                 | אַתָּה הִפְקַדְתָּ                                   | at aphqedt                                       | ata iphqadetta                 | tu hai depositato      |
| אַתְּ אַפְקֵידְתְּ                                                                 | אַתְּ הִפְקַדְתְּ                                    | at aphqedt                                       | at iphqadett                   | tu hai depositato      |
| הוּא אַפְקֵיד                                                                 | הוּא הִפְקִיד                                   | u aphqed                                         | u iphqid                       | lui ha depositato      |
| הִיא אַפְקִידָה                                                                | הִיא הִפְקִידָה                                  | i aphqida                                        | i iphqida                      | lei ha depositato      |
| אֲנָן אַפְקְדִינָן                                                               | אָנוּ הִפְקַדְנוּ                                  | anan aphqedinan                                  | anu iphqadnu                   | noi abbiamo depositato |
| אַתּוּ אַפְקְדִיתּוּ                                                               | אַתֶּם הִפְקַדְתֶּם                                  | atu aphqeditu                                    | atem iphqadtem                 | voi avete depositato   |
| אינון אַפְקִידוּ                                                              | הם הִפְקִידוּ                                   | innun aphqidu                                    | em iphqidu                     | loro hanno depositato  |

| il verbo causativo-attivo aramaico (La coniugazione del verbo PORTARE) | il verbo causativo-attivo ebraico parallelo | la romanizzazione del giudeo-aramaico babilonese | la romanizzazione dell'ebraico | traduzione italiana |
| אֲנָא אַיְיתֵית                                                             | אֲנִי הֵבֵאתִי                                   | ana ajtet                                        | ani heveti                     | io ho portato       |
| אַתְּ אַיְיתֵיית                                                             | אַתָּה הֵבֵאתָ                                    | at ajtet                                         | ata heveta                     | tu hai portato      |
| הוּא אַיְיתִי                                                              | הוּא הֵבִיא                                    | u ajti                                           | u hevi                         | lui ha portato      |
| הִיא אַיְיתָא הִיא אַתָיְא הִיא אַתָאי                                            | הִיא הֵבִיאָה                                   | i ajta                                           | i hevija                       | lei ha portato      |
| אֲנָן אַיְיתֵינָא                                                            | אָנוּ הֵבֵאנוּ                                   | anan ajtena                                      | anu hevenu                     | noi abbiamo portato |
| אינון אַיְיתוּ                                                            | הם הֵבִיאוּ                                    | innun ajtu                                       | em hevi'u                      | loro hanno portato  |

Participio
| il participio attivo aramaico con il suffisso (La coniugazione del verbo PORTARE) | il participio passivo ebraico parallelo | la romanizzazione del giudeo-aramaico babilonese | la romanizzazione dell'ebraico | traduzione italiana |
| מַיְיתֵי / מַתְיָא + אֲנָא ← מַיְיתֵינָא                                                      | אֲנִי מֵבִיא                                | maitena ←maite+ana                               | ani mevi                       | io porto            |
| מַיְיתֵי / מַתְיָא + אַתְּ ← מַיְיתֵיתְּ                                                        | אַתָּה מֵבִיא                                | maitet← maite+at                                 | ata mevi                       | tu porti            |
| מַיְיתוּ / מַיְתָן + אֲנָן ← מַיְיתִינָן                                                      | אָנוּ מֵבִיאִים                              | maitinan←atu+maitu                               | anu mev'iim                    | noi portiamo        |

futuro
| il verbo causativo-attivo aramaico (La coniugazione del verbo DEPOSITARE) | il verbo causativo-attivo ebraico parallelo | la romanizzazione del giudeo-aramaico babilonese | la romanizzazione dell'ebraico | traduzione italiana |
| אֲנָא אַפְקֵד                                                                  | אֲנִי אַפְקִיד                                   | ana aphqed                                       | ani aphqid                     | io depositerò       |
| אַתְּ תַפְקֵד                                                                   | אַתָּה תַפְקִיד                                   | at taphqed                                       | ata taphqid                    | tu depositerai      |
| אַתְּ תַפְקְדִי                                                                  | אַתְּ תַפְקִידִי                                   | at taphqedi                                      | at taphqidi                    | tu depositerai      |
| הוּא לַפְקֵד                                                                  | הוּא יַפְקִיד                                   | u laphqed                                        | u japhqid                      | lui depositerà      |
| הִיא תַפְקֵד                                                                  | הִיא תַפְקִיד                                   | i taphqed                                        | i taphqid                      | lei depositerà      |
| אֲנָן לַפְקֵד                                                                  | אָנוּ נַפְקִיד                                   | anan laphqed                                     | anu naphqid                    | noi depositeremo    |
| אַתּוּ תַפְקְדוּ                                                                 | אַתֶּם תַפְקִידוּ                                  | atu taphqedu                                     | atem taphqidu                  | voi depositerete    |
| אינון לַפְקְדוּ                                                               | הם יַפְקִידוּ                                   | innun laphqedu                                   | em japhqidu                    | loro depositeranno  |

| il verbo causativo-attivo aramaico | il verbo causativo-attivo ebraico parallelo | la romanizzazione del giudeo-aramaico babilonese | la romanizzazione dell'ebraico | traduzione italiana |
| אֲנָא אַיְיתֵי                          | אֲנִי אָבִיא                                    | ana ajite                                        | ani avi                        | io porterò          |
| אַתְּ תַיְיתֵי                           | אַתָּה תָּבִיא                                    | at tajite                                        | ata tavi                       | tu porterai         |
| אַתְּ ?                               | אַתְּ תָּבִיאי                                    | at ?                                             | at taviji                      | tu porterai         |
| הוּא לַיְיתֵי                          | הוּא יָבִיא                                    | u lajite                                         | u javi                         | lui porterà         |
| הִיא תַיְיתֵי                          | הִיא תָּבִיא                                    | i tajite                                         | i tavi                         | lei porterà         |
| אֲנָן לַיְיתֵי                          | אָנוּ נָבִיא                                    | anan lajite                                      | anu navi                       | noi porteremo       |
| אַתּוּ תַיְתוּ                           | אַתֶּם תָּבִיאוּ                                   | atu tajitu                                       | atem taviju                    | voi porterete       |
| אינון לַיְתוּ                         | הם יָבִיאוּ                                    | innun lajitu                                     | em javiju                      | loro porteranno     |

#### Forma verbale  (binyan)Itaff'al(אִתַפְעַל) - Causativo passivo
la forma verbale  (binyan) Itaff'al (אִתַפְעַל) utilizza la diatesi causativa. La causativa è una struttura comune nel giudeo-aramaico babilonese. Viene utilizzata quando qualcuno induce qualcun altro a compiere un'azione. Ci sono due strutture causative di base: una è attiva, l'altra passiva. La forma verbale  (binyan) Itaff'al è causativa e passiva.
| il verbo causativo-passivo aramaico | il verbo causativo-passivo ebraico parallelo | la romanizzazione del giudeo-aramaico babilonese | la romanizzazione dell'ebraico | traduzione italiana       |
| הוּא אִיתּוֹתַב                          | הוּא הוּשַׁב                                     | u ittotav                                        | u ushav                        | è stato rifiutato         |
| אינון אִיתּוֹתְבוּ                       | הם הוּשְׁבוּ                                     | innun ittotvu                                    | em ushvu                       | essi sono stati rifiutati |

## Verbi
| verbo aramaico | verbo ebraico parallelo | traduzione italiana |
| בע'            | רָצָה                     | chiedere            |
| חז'            | רָאָה                     | vedere              |
| עבד            | עָשָׂה                     | fare                |
| פלג            | חלק                     | dividere            |
| צרך            | צריך                    | avere bisogno       |
| את'            | בָּא                      | venire              |
| תנ'            | שנה                     | insegnare, ripetere |
| תוב            | שוב                     | ritornare           |
| נפק            | יָצָא                     | uscire              |
| נחת            | יָרַד                     | scendere            |
| סלק            | עָלָה                     | salire              |
| ילף            | למד                     | insegnare           |
| יתב            | יָשַׁב                     | sedersi             |
| זבן            | מָכַר                     | vendere             |
| הדר            | חָזַר                     | ritornare           |
| סלק            | הוֹרִיד, הֵסִיר             | ritirarsi           |
| גלי            | גֵּרֵשׁ                     | rivelare            |
| אסי            | רִפֵּא                     | guarire             |
| הוי            | דָּן                      | discutere           |
| קום / קָאֵם      | הִתְקַיֵּם/עומד              | alzarsi             |
| עלל            | יָשַׁב                     | sedersi             |